# Dying in Your Arms
Dying in Your Arms è un singolo del gruppo musicale statunitense Trivium, il quarto estratto dal secondo album in studio Ascendancy, pubblicato il 27 ottobre 2005.

## Descrizione
Il significato del testo è stato spiegato da Matt Heafy:

## Video musicale
Il video ufficiale inizialmente pubblicato per il brano era composto da vari spezzoni di scene dal vivo e nel backstage dei Trivium, durante il loro concerto al The Limelight a Belfast, in Irlanda, nel 2005.
Il 18 aprile 2025, a quasi 20 anni dalla pubblicazione del brano, viene rivelato il video musicale che era stato originariamente realizzato per il singolo, ma che non era mai stato pubblicato prima in quanto il risultato finale non aveva convinto il gruppo e il loro manager.

## Tracce
Testi e musiche di Matt Heafy.
1. Dying in Your Arms – 2:57

## Formazione
- Matt Heafy – voce, chitarra
- Corey Beaulieu – chitarra
- Paolo Gregoletto – basso, voce secondaria
- Travis Smith – batteria